# Začasna šumadijska brigada (NOVJ)
Začasna šumadijska brigada (srbohrvaško: Privremena šumadijska brigada) je bila brigada v sestavi Narodnoosvobodilne vojske in partizanskih odredov Jugoslavije in ki je delovala med drugo svetovno vojno na področju Kraljevine Jugoslavije.

## Organizacija
- štab
- 2x bataljon